# Jiří Harant z Polžic a Bezdružic
Jiří Harant z Polžic a Bezdružic (1522 – 25. května 1584) byl český šlechtic pocházející z rodu Harantů z Polžic a Bezdružic, majitel panství Klenová a otec Kryštofa Haranta z Polžic a Bezdružic.

## Život
Narodil se jako syn šlechtice Jindřicha Haranta z Polžic a Bezdružic roku 1522. V roce 1541 je zaznamenána jeho účast na výpravě římského císaře Karla V. do Alžíru, která ovšem skončila neúspěšně. 10. listopadu 1553 odkoupil hrad i město Klenová v jihozápadních Čechách od Adama ze Šternberka. Příštího roku (1554) se rozhodl prodat svůj statek v Týnci Bořivojovi Rochcovi z Útova. Naopak v roce 1568 koupil od Silvestra Mlazovského vesnice Chřepice a Němčice. Jiří Harant byl i několikrát přítomen u zasedání českého zemského sněmu, obzvláště v letech 1574–1575. V letech 1571–1583 je při českých zemských sněmech rovněž uváděn jako relator rytířského stavu. K 5. únoru 1577 je Jiří Harant zmíněn jako účastník převozu těla bývalého císaře Maxmiliána II. do Prahy. V srpnu roku 1578 se z příkazu českých stavů vydal na hrad Karlštejn, aby s ostatními šlechtici prověřil stav a popsal zdejší uložené královské korunovační klenoty. V srpnu roku následujícího (1579) se vypravil do Domažlic, aby zde rozřešil spory, jež vznikly v souvislosti s hranicemi mezi Českým královstvím a Bavorským vévodstvím. Během panování Rudolfa II. byl roku 1583 jmenován císařským radou a přísedícím u zemského soudu. Jiří Harant zemřel 25. května 1584.

## Rodina
Jiří Harant se dohromady oženil čtyřikrát a měl 14 dětí. Nejprve si vzal za ženu Annu Rochcovou z Útova († 1552), s níž zplodil 3 syny a 4 dcery. Po smrti první manželky následovaly dvě bezdětná manželství, nejprve manželský svazek s Johankou Černínovou z Chudenic († 1556), později s Marií z Předenic († 1561). Naposledy se Jiří Harant oženil s Mariannou z Janovic.
S Annou Rochcovou z Útova:
- Jindřich (zemřel v 60 letech)
- Jan Bořivoj (? – 1572 v námořní bitvě s Turky)

S Mariannou Janovskou z Janovic:
- Kryštof (1564 – 21. června 1621)
- Adam (1565 – ?)
- Eva
- Magdaléna (? – ?), manželka Přibíka z Klenového.
- Žofie
- Judita
- Jan Jiří (24. července 1580 – ?)